# Oscar Hagem
Oscar Christian Hagem, född 12 september 1885, död 26 januari 1982, var en norsk botaniker.
Oscar Hagem blev filosofie doktor i Kristiania 1917, professor vid Bergens museum 1920 och vid Bergens universitet 1948. På hans initiativ upprättades 1916 en forstlig försöksstation på Vestlandet. Hagem utgav bland annat arbeten över markmikroberna och deras ämnesomsättning samt flera skogsbotaniska arbeten, såsom den omfattande experimentella studien över förhållandet mellan granens assimilation och andning, The dry matter increase of coniferous seedlings in winter (i Meddelelser fra Vestlandets forstlige førsøksstation, 8, 1947).